# Mataiva
Mataiva er en atol i Tuamotu øgruppen i Fransk Polynesien

## Geografi
Matavia er den er den vestligste ø i Tuamotuøgruppen og den nærmeste nabo er Tikehau atollen som ligger 35 km mod øst. Hovedøen i Tuamotuøgruppen, Rangiroa, ligger 79 km mod øst og Tahiti er 311 km mod syd. Atollen er ovalformet og lagunen er 5.3 km bred og 10 km lang og næsten hele vejen rundt omsluttet af land. Lagunen har en enkelt åbning til havet i det nordvestlige hjørne, hvor også øens eneste by, Pahua, ligger med dens befolkning på 237 personer (2002 tal). Åbningen ved Pahua deler byen i to dele og er forbundet med Fransk Polynesien længste bro.
Mataivas hovedindtægtskilde er vanilje samt kopraproduktion fra de mange kokosnøddepalmer. 

## Administration
Mataiva atollen tilhører Rangiroa kommunen som udover Rangiroa selv består af Mataiva, Tikehau og den separte ø Makatea).

## Historie
I det sydøstlige hjørne af hovedøen ligger en gammel religiøs ceremoniplads (marae på polynesisk), som hedder Marae Papiro og er konstrueret af store koralblokke. 
Den første europæer som besøge Mataiva var den russiske søfarer Fabian Gottlieb von Bellingshausen som opdagede den d.30 juli 1820 med skibene Vostok og Mirni. Han navngav atollen "Lazarev".
I 1999 fik øen en lille flyveplads for indenrigsflyvninger hvor Air Tahiti flyver til Tahiti og Rangiroa. 